# Tiroteo de Quebec de 2017
El tiroteo de Quebec de 2017 fue un tiroteo masivo que ocurrió en el Centro Cultural Islámico, una mezquita en el barrio de Sainte-Foy de dicha ciudad canadiense, en la noche del 29 de enero de 2017. Seis personas murieron y diecisiete resultaron heridas cuando un pistolero solitario abrió fuego sobre las 20:00 horas, poco después del final de las oraciones vespertinas. El primer ministro de Canadá, Justin Trudeau, calificó el tiroteo en la mezquita de Quebec como un «ataque terrorista», condenó la «violencia sin sentido» e insistió en la política de apertura del país hacia quienes «escapan del terror y la guerra, independientemente de su fe».
El primer ministro de Quebec, Philippe Couillard, afirmó en su cuenta de Twitter que su gobierno se había «movilizado para garantizar la seguridad de la población y que Quebec rechaza categóricamente esta violencia bárbara.» "Solidaridad con la población de fe musulmana de Quebec", tuiteó.

## Antecedentes

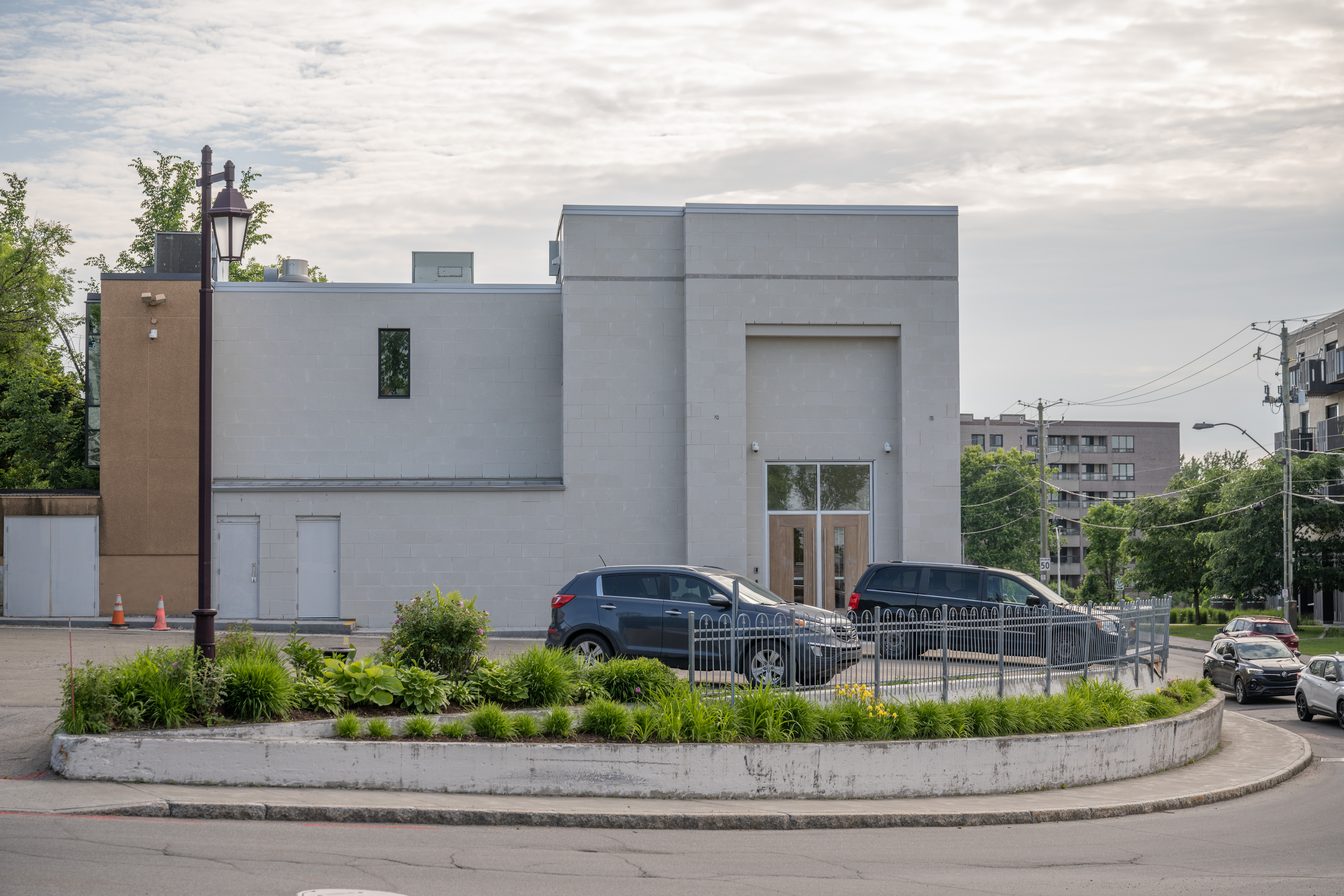
Mezquita de la ciudad de Quebec

La provincia de Quebec ha recibido un gran número de inmigrantes musulmanes de las antiguas colonias francesas, incluyendo Siria y Líbano, el Magreb y Senegal, además de una inmigración sustancial a Quebec por parte de ciudadanos musulmanes de Francia con orígenes familiares en las antiguas colonias francesas. Esto ha dado lugar a una mayor proporción de residentes árabes y musulmanes en cualquier provincia canadiense desde inicios del siglo XXI.
El centro cultural islámico de la ciudad de Quebec, también conocido como Gran Mezquita de Quebec, está en el barrio de Sainte-Foy, ubicado en el extremo oeste de la ciudad, y es una de sus varias mezquitas existentes. 
Está cerca de la Universidad Laval, que tiene muchos estudiantes internacionales de países francófonos, la mayoría africanos que practican el islamismo.
En junio de 2016, esta mezquita fue blanco de un ataque xenófobo aunque mucho menos grave: una cabeza de cerdo fue colocada delante una de sus puertas durante el ramadán. Ese incidente llevó a la mezquita a instalar cámaras de seguridad. La ciudad de Quebec tiene una baja tasa de criminalidad. En 2015, solo hubo dos homicidios en la ciudad.

## Tiroteo
Según testigos en la escena, el pistolero, que llevaba una capucha o un pasamontañas, entró en la mezquita poco después de que las oraciones de las 7:30 p. m. comenzaran. Comenzó a disparar a los que permanecían en la mezquita después de la oración a las 7:55 p. m. EST, cuando se hicieron las primeras llamadas a la policía. Según un testigo, el atacante estaba "vestido de negro", tenía un "acento de Quebec", y gritó "Allahu Akbar" durante el tiroteo. Otro testigo dijo que un hombre entró en la mezquita después de la oración de la tarde y comenzó a disparar contra cualquier cosa que se movía. Según él, el hombre se fue después de vaciar el cargador de su arma.

## Heridos y muertos
Seis personas murieron y ocho resultaron heridas a raíz del ataque al Centro Cultural Islámico de Quebec, confirmó una portavoz del departamento de seguridad local citada por los medios canadienses, pero un portavoz del Centro Hospitalario de la Universidad de Quebec dijo más tarde que un total de diecisiete personas resultaron heridas en el ataque, incluyendo cinco que estaban en estado crítico. Los muertos incluyen dos argelinos, dos guineanos, un tunecino y un marroquí; uno era el dueño de una tienda de comestibles halal local y otro un profesor de ingeniería de suelos e ingeniería agroalimentaria en la Universidad Laval.
Las edades de las víctimas mortales oscilan entre los 35 y los 70 años de edad, explicó el portavoz policial, Étienne Doyon, durante una conferencia de prensa en la ciudad de Quebec.

## Perpetrador
Poco tiempo después fue identificado por la policía un sospechoso de los hechos, Alexandre Bissonnette, según consignó la prensa local. De acuerdo con información obtenida la cadena TVA Nouvelles, el sospechoso es un hombre de 27 años con un fuerte acento de Quebec. No tenía antecedentes y la policía no sabía nada de él previamente. Bissonnette tiene entre 20 y 30 años y llamó al número de emergencias a las 20H10 locales (01H10 GMT ), unos 15 minutos después del ataque y fue encontrado por geolocalización en un puente de la ciudad. En su auto se encontraron dos fusiles similares al AK-47.

### Imputación
A Alexandre Bissonnette se le han imputado seis cargos de asesinato en primer grado y cinco de intento de asesinato. Según su perfil de Facebook que ya ha sido borrado, Bissonnette, de 27 años, es natural de la ciudad de Quebec y estudió Antropología y Ciencias Políticas en la Universidad Laval.
François Deschamps, funcionario de un grupo de apoyo, Welcome to Refugees (Bienvenida a los refugiados), dijo que el sospechoso era conocido por sus opiniones de extrema derecha.

## Respuesta policiaca
La policía hizo un operativo y cerró el puente a la Île d'Orléans mientras buscaba sospechosos. Una persona fue detenida en la mezquita por la policía. Otro se rindió cerca de Île d'Orléans después de ponerse en contacto con las autoridades, señalando que estaba involucrado y dándoles su ubicación. La policía dijo más tarde que sólo uno de los detenidos era considerado sospechoso; el otro fue puesto en libertad, y se considera un testigo. El individuo detenido erróneamente estaba administrando primeros auxilios a las víctimas del ataque cuando, erróneamente, pensó que un oficial de policía armado era el tirador que regresaba a la escena e intentó huir, lo que provocó su detención.
Los heridos fueron trasladados a diferentes hospitales de la ciudad de Quebec, como el Hospital de l'Enfant-Jésus y el Centro hospitalario de la Universidad Laval. La policía comenzó a tratar el ataque como un incidente terrorista a las 10:00 p. m. y activó el protocolo SGPCT para entregar el control de la investigación al Equipo Integrado de Seguridad Nacional de la Policía -un grupo de trabajo conjunto contra el terrorismo compuesto por la policía de Montreal, la Sûreté Du Québec y la Real Policía Montada de Canadá. A las 10:40 p. m., la policía declaró la situación bajo control, con el edificio asegurado y los ocupantes evacuados.

### Futuras medidas de seguridad
Philippe Pichet, jefe de la policía de Montreal, y Maxime Pedneaud-Jobin, alcalde de Gatineau, indicaron que sus ciudades aumentarían la seguridad en torno a las mezquitas locales. Martin Coiteux, ministro de Seguridad Pública de la provincia, dijo que los edificios religiosos de la provincia serían vigilados de manera protectora, los de la capital por la policía de Quebec.

## Lista de víctimas
Víctimas mortales del atentado:
| Nombre                                    | Edad    | Profesión                                             | Nacionalidad |
| ----------------------------------------- | ------- | ----------------------------------------------------- | ------------ |
| Azzeddine Soufiane                        | 57 años | Propietario de una tienda de comestibles halal        | Marroquí     |
| Khaled Belkacemi                          | 60 años | Profesor Universitario de ingeniería agroalimentaria  | Argelino     |
| Aboubaker Thabti                          | 44 años | Empleado en una empresa agroalimentaria               | Tunecino     |
| Mamadou Tanou Barry                       | 42 años | Trabajador de tecnología de la Información            | Guineano     |
| Ibrahima Barry (Hermano de Mamadou Tanou) | 39 años | Servidor Público del Ministerio de Ingresos de Quebec | Guineano     |
| Abdelkrim Hassane                         | 41 años | Programador informático                               | Argelino     |

## Reacciones

### Reacción canadiense

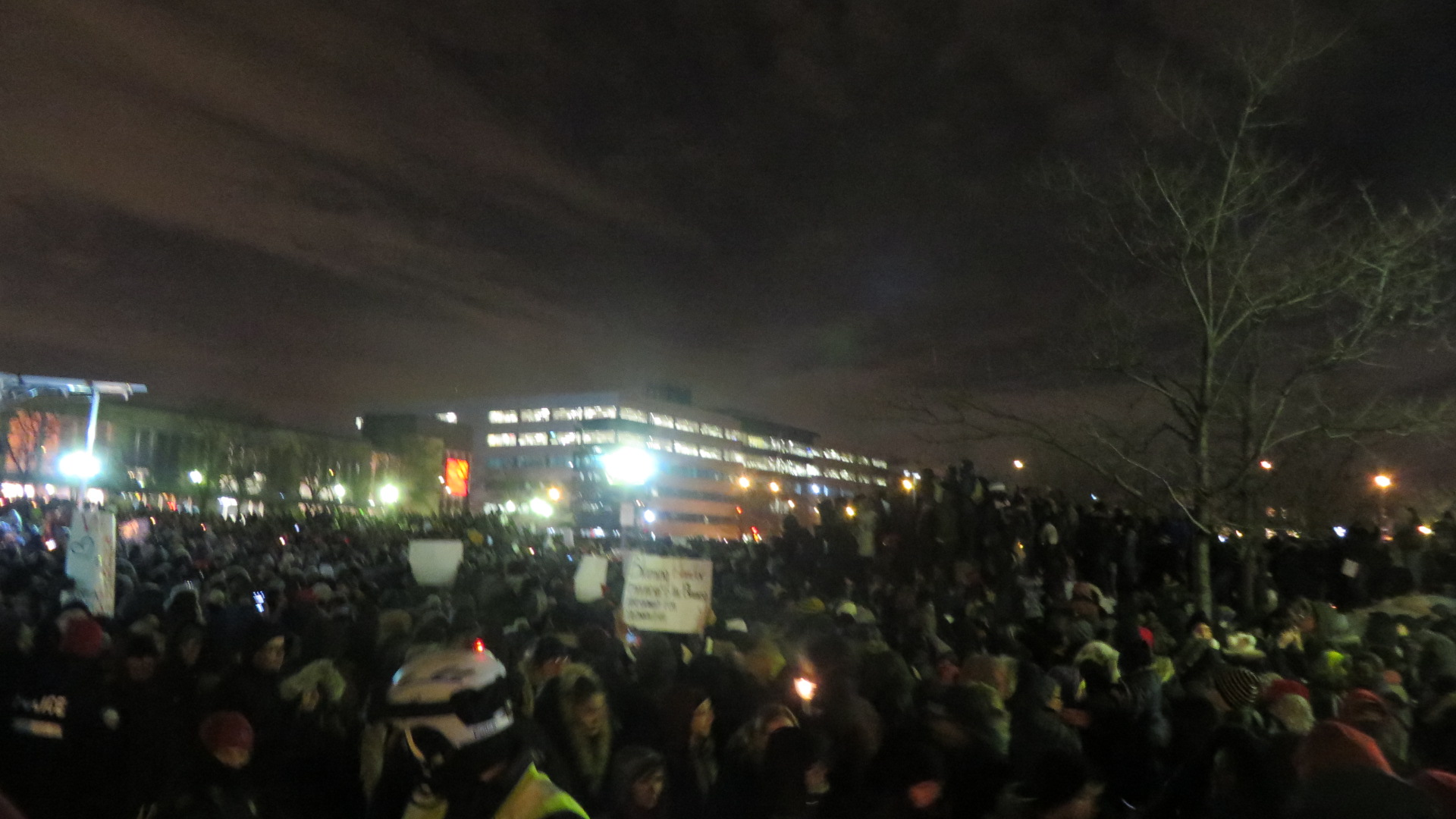
Una vigilia en Montreal en el Park Extension.

- Canadá: El primer ministro de Canadá, Justin Trudeau, declaró: "No cerraremos nuestras mentes, abriremos nuestros corazones" en reacción al ataque terrorista a la mezquita de Quebec que se saldó con seis víctimas.[38] Además, ofreció sus condolencias a los familiares de las víctimas.[39][40]

- Canadá: Las banderas nacionales y locales ondearon a media asta desde este lunes en una señal de luto en muchas partes del país. También se convocaron numerosas vigilias a través de las redes sociales, tanto en Quebec como en otras partes de Canadá.[41]

- Canadá: Philippe Couillard, primer ministro de Quebec, rechazó categóricamente "la violencia bárbara" y expresó su solidaridad con los musulmanes de la ciudad.[42]

- Canadá: El alcalde de la ciudad de Quebec, Régis Labeaume, declaró que la ciudad estaría con las familias de las víctimas a través de lo que él llamó una "terrible prueba que desafía la razón".[40] También denunció el ataque como terrorismo y ordenó que las banderas de la Asamblea Nacional de Quebec fueran izadas a media asta.[43] Labeaume y Couillard, junto con Martin Coiteux, ministro provincial de Seguridad Pública, organizaron una rueda de prensa conjunta e hicieron un llamamiento conjunto a la unidad.[44] En la conferencia, Couillard habló a la población musulmana de Quebec, diciendo: "Estamos contigo, estás en casa, eres bienvenido en tu hogar, somos todos quebequenses".[15]

### Reacción internacional
- Alemania: El ministro alemán de Exteriores, Sigmar Gabriel, condenó el atentado contra una mezquita en Quebec (Canadá), en el que murieron seis personas, y resaltó que la búsqueda de justicia y seguridad no debe hacerse a costa de la libertad.[45][46] La canciller de Alemania, Angela Merkel, expresó su apoyo y condolencias a las víctimas del tiroteo en la mezquita de Quebec, informó el portavoz del gobierno alemán, Steffen Seibert.[47]

- Argelia: El Gobierno de Argelia condenó el "despreciable atentado terrorista" en una mezquita de la localidad canadiense de Quebec, confirmando que dos de las seis víctimas mortales son de nacionalidad argelina por medio de un comunicado divulgado en una conferencia de prensa del portavoz del Ministerio de Exteriores de Argelia, Abdelaziz Benali Cherif.[48]

- Argentina: El Gobierno argentino condenó el ataque terrorista contra una mezquita en Quebec (Canadá) que dejó en la noche del domingo seis muertos y multitud de heridos. "Argentina hace llegar sus condolencias y solidaridad al Gobierno y al pueblo canadiense, como así también a los familiares de las víctimas y desea una pronta recuperación de los heridos", expresó el Ministerio de Relaciones Exteriores del país suramericano en un comunicado.[49]

- Brasil: El Gobierno de Brasil, a través del ministerio de Relaciones Exteriores, expresó su "repudio" por el atentado terrorista registrado este domingo en una mezquita de la ciudad de Quebec (Canadá).[50]

- Chile: El Gobierno de Chile condenó el atentado en una mezquita de Quebec, en el que seis personas murieron y varias resultaron heridas, y expresó sus condolencias con las familias de las víctimas. "El Gobierno de Chile expresa su firme condena al ataque terrorista perpetrado el día de ayer domingo 29 de enero en el Centro Cultural Islámico de Quebec (Canadá), que ocasionó la muerte de seis civiles y dejó numerosas personas heridas", señala un breve comunicado del Ministerio de Relaciones Exteriores.[51][52]

- España: El presidente del Gobierno español, Mariano Rajoy, remitió al primer ministro de Canadá, Justin Trudeau, un telegrama condenando el "execrable" atentado terrorista en una mezquita en Quebec.[53] El portavoz y secretario general de la Conferencia Episcopal Española (CEE), José María Gil Tamayo, ha expresado en nombre de los obispos españoles su pesar y condena por el atentado perpetrado este domingo 29 de enero contra la mezquita de Quebec (Canadá), en el que han muerto al menos seis personas, y piden el cese de toda violencia.[54]

- Estados Unidos: El alcalde de Nueva York, Bill de Blasio, dijo en Twitter que sus “oraciones estaban con el pueblo de Quebec que se enfrenta a un terrible ataque.” Él llamó a la unidad y la solidaridad, añadiendo que había que “permanecer juntos”. La policía de Nueva York dijo que iba a reforzar su supervisión en torno a los diversos lugares de culto musulmanes de su territorio. El Ministro de Justicia del Estado, Eric Schneiderman, dijo que estaba “horrorizado” por los acontecimientos y llamó a “resistir el odio”.[55] Donald Trump llamó a Trudeau para enviar sus condolencias y ofrecer ayuda a Canadá. El portavoz de la Casa Blanca, Sean Spicer, aseguró que Washington condena “en los términos más fuertes posibles” un ataque que, agregó, “constituye un terrible recordatorio de por qué debemos permanecer vigilantes y por qué el presidente está dando pasos para ser proactivos en vez de reactivos en materia de seguridad del país”.[56]

- Ecuador: El Gobierno de Ecuador, a través de su cancillería, condenó el atentado perpetrado en Quebec y se solidarizó con las familias de las víctimas y con el Gobierno canadiense.[57]

- Francia: El presidente francés, François Hollande, condenó hoy el atentado “odioso” de la víspera contra una mezquita en el territorio de Quebec, Canadá. En un breve comunicado, Hollande “denuncia con la mayor firmeza el odioso atentado que ha provocado la muerte de al menos seis personas y numerosos heridos en una mezquita en Quebec”. “Francia está al lado de las víctimas y de sus familias. El presidente de la República envía un mensaje de simpatía, afecto y solidaridad al primer ministro de Quebec, Philippe Couillard, y al primer ministro de Canadá, Justin Trudeau”, concluyó el mensaje difundido este lunes por el Palacio presidencial del Elíseo.[58][59] Francia apagará las luces de la Torre Eiffel la medianoche (hora local) de este lunes, en homenaje a las víctimas del ataque terrorista en una mezquita de Quebec, Canadá, que el domingo dejó seis muertos y ocho heridos. “Para rendir homenaje y enviar un mensaje fraternal a los quebequeses y canadienses, París apagará la torre a partir de medianoche, cuando se cierra al público”, indicó la alcaldesa de la capital de Francia, Anne Hidalgo.[60]

- Guinea: El Gobierno de Guinea expresó su más profunda solidaridad y condolencias al gobierno canadiense, a las familias de los desaparecidos y a toda la nación por medio de un comunicado publicado en su página electrónica oficial. "Los representantes guineanos en Canadá están activamente comprometidos en reunir a las familias de nuestros compatriotas y expresar el apoyo de la nación en su conjunto".[36]

- México: El presidente Enrique Peña Nieto envió un mensaje a través de su cuenta de Twitter para expresar la solidaridad de México con Canadá y con las familias de quienes murieron en una mezquita de la ciudad de Quebec.[61][62]

- Panamá: El presidente de la República, Juan Carlos Varela, expresó su repudio al atentado que tuvo lugar en la noche de este domingo, en una mezquita de Quebec, por medio de su cuenta de Twitter.[63]

- Paraguay: El Gobierno de Paraguay condenó hoy el ataque terrorista contra una mezquita en Quebec (Canadá), en el que fallecieron seis personas, y destacó que haya tenido lugar en un país de reconocida “tolerancia religiosa”.[64]

- Perú: El Gobierno del Perú condenó hoy el atentado terrorista ocurrido en la noche del domingo en una mezquita de Quebec (Canadá), que dejó seis muertos y cinco heridos de gravedad. El Ministerio de Relaciones Exteriores informó en un comunicado que el Ejecutivo peruano transmitió "sus más sentidas condolencias y solidaridad" con el pueblo canadiense y con la comunidad musulmana y deseó la pronta recuperación de los heridos.[65]

- Portugal: El presidente de Portugal, Marcelo Rebelo de Sousa, condenó  "el bárbaro ataque" contra una mezquita en la ciudad canadiense de Quebec, en el que murieron seis personas. El jefe del Estado luso transmitió, "en mi nombre y en nombre del pueblo portugués", sus condolencias al gobernador general de Canadá, David Johnston, por este atentado contra inocentes "integrantes de una comunidad religiosa específica cuando se encontraban en un lugar de culto y de oración".[66][67]

- Italia: El primer ministro italiano, Paolo Gentiloni expresó su solidaridad con Canadá por el atentado contra una mezquita de Quebec que dejó seis muertos y subrayó que el pluralismo y el rechazo de la discriminación representan las bases de Europa.

- Irán: La Cancillería de Irán condena el tiroteo en una mezquita en la ciudad de Quebec, este de Canadá, que dejó al menos seis muertos y ocho heridos por medio de una declaración del portavoz del Ministerio de Asuntos Exteriores de Irán, Bahram Qasemi, que condenó el ataque armado y lo tachó de un acto "inhumano y criminal".[68]

- Singapur: condenó el atentado contra una mezquita en la ciudad canadiense de Quebec, que causó varios muertos y heridos, y lo calificó de atroz. Una declaración de la cancillería subraya que no puede haber justificación para un ataque en un lugar sagrado de culto, al referirse a lo ocurrido anoche en el Centro Cultural Islámico en esa urbe, y por lo que dos sospechosos fueron detenidos.[69]

- Rusia: El presidente de Rusia, Vladímir Putin, expresó sus condolencias al primer ministro de Canadá, Justin Trudeau, por el ataque al Centro Cultural Islámico de Quebec, comunicó el Kremlin.[70] Los musulmanes de Rusia expresaron sus condolencias a familiares y amigos de las víctimas del tiroteo en la mezquita de la ciudad canadiense de Quebec y exhortaron a no temer a los terroristas, dijo el jefe de la Asamblea de los Musulmanes de Rusia, el muftí Albir Krgánov.[71]

- Uruguay: El Gobierno de Uruguay condenó hoy de manera enérgica el ataque ocurrido en una mezquita en la ciudad de Quebec, Canadá, donde seis personas perdieron la vida y otras ocho resultaron heridas por medio de un comunicado del Ministerio de Relaciones Exteriores de Uruguay.[72]

### Organizaciones Internacionales
- Naciones Unidas: Naciones Unidas condenó el ataque contra una mezquita de la ciudad de Quebec, en Canadá, y confió en que el país responda de manera unida para rechazar "cualquier intento de sembrar la división". "Confiamos en que Canadá y los canadienses, que han demostrado tanto liderazgo en la promoción de la diversidad y la tolerancia, se unan para rechazar cualquier intento de sembrar división sobre la base de la religión", dijo Stéphane Dujarric, portavoz del secretario general, António Guterres.[73][74]

- Unión Europea: Por su parte el presidente del Parlamento Europeo (PE), Antonio Tajani, condenó desde Roma el ataque contra una mezquita en Quebec (Canadá) y afirmó que "la violencia no puede ser nunca una respuesta contra el terrorismo". Tajani tomó la palabra para condenar el ataque contra la mezquita que ha costado la vida a al menos seis personas antes de su reunión con el presidente del Gobierno italiano, Paolo Gentiloni. El Presidente de la Comisión Europea, Jean-Claude Juncker, se vio afectado por el ataque contra la mezquita y transmitió sus condolencias a las víctimas y sus familias y a la comunidad musulmana en Quebec. Juncker añadió que la Comisión Europea continuará luchando contra el terrorismo “con determinación y firmeza”, junto a Canadá, que él describe como una “gran nación y una gran democracia” defensora de los valores de apertura y tolerancia como Europa. La violencia indiscriminada no pondrá nunca en cuestión nuestra unidad y nuestra determinación de defender estos principios [de apertura y tolerancia].[75] La alta representante de la Unión Europea (UE) para la Política Exterior, Federica Mogherini, transmitió sus condolencias a las familias de las víctimas del atentado en una mezquita en Quebec (Canadá) y recordó el apoyo de Europa y Canadá a la libertad religiosa.[76]

- La Organización para la Cooperación Islámica, con sede en la ciudad de Yeda, Arabia Saudita, afirmó que el ataque "contraviene el espíritu de tolerancia y humanidad, así como el respeto a los lugares de culto".[77]

### Organizaciones religiosas
- Santa Sede: El papa Francisco condenó el atentado contra la mezquita de Quebec (Canadá), que ha causado la muerte a seis personas y numerosos heridos; así lo expresó el Secretario de Estado de la Santa Sede, el cardenal Pietro Parolin, a través de un mensaje enviado al nuncio apostólico en Canadá, Luigi Bonazzi. “El papa condena enérgicamente una vez más la violencia que genera tanto sufrimiento e implora de Dios el don del respeto mutuo y la paz”, aseguró en un telegrama enviado a través del cardenal Pietro Parolin, Secretario de Estado de la Santa Sede, al arzobispo metropolitano de Quebec, el cardenal Gérald Cyprien Lacroix, por las víctimas del atentado contra una mezquita en esta ciudad canadiense.[78]

- Al-Azhar, máxima expresión del Islam sunita, condenó el "doloroso atentado" perpetrado contra un centro cultural islámico en Quebec causando seis muertos y ocho heridos. Lo refirió la agencia de noticias egipcia Mena, citando un comunicado en el cual el Observatorio de Al Azhar expresó "su profunda inquietud por este doloroso atentado".[79][80]

## Declaraciones del hijo de Donald Trump
- Estados Unidos: Donald Trump Jr., hijo del presidente de los Estados Unidos, criticó la decisión de Canadá sobre los refugiados para lo cual aprovechó el tuit del primer ministro, Justin Trudeau, en el que éste condenó el ataque a una mezquita de la ciudad de Quebec. A través de su cuenta de Twitter, el hijo del mandatario estadounidense escribió: "El fallido líder de Canadá, Justin Trudeau, está llevándoles por el mismo camino que nosotros empezamos hace 8 años. Rezos para Canadá".[77][59]